# Bulgarie aux Jeux olympiques d'hiver de 1952
Cet article contient des informations sur la participation et les résultats de la Bulgarie aux Jeux olympiques d'hiver de 1952, qui ont eu lieu à Oslo en Norvège.

## Résultats

### Ski alpin

#### Hommes
| Athlète          | Épreuve      | Course 1     | Course 1 | Course 2     | Course 2     | Total        | Total        |
| Athlète          | Épreuve      | Temps        | Rang     | Temps        | Rang         | Temps        | Rang         |
| ---------------- | ------------ | ------------ | -------- | ------------ | ------------ | ------------ | ------------ |
| Georgi Mitrov    | Descente     |              |          |              |              | 3 min 44 s 5 | 64           |
| Dimitar Drazhev  | Descente     |              |          |              |              | 2 min 55 s 6 | 39           |
| Georgi Dimitrov  | Descente     |              |          |              |              | 2 min 49 s 9 | 30           |
| Dimitar Drazhev  | Slalom géant |              |          |              |              | 3 min 17 s 6 | 72           |
| Georgi Mitrov    | Slalom géant |              |          |              |              | 3 min 07 s 4 | 65           |
| Georgi Dimitrov  | Slalom géant |              |          |              |              | 2 min 59 s 5 | 53           |
| Georgi Mitrov    | Slalom       | 1 min 22 s 8 | 69       | Non qualifié | Non qualifié | Non qualifié | Non qualifié |
| Dimitri Atanasov | Slalom       | 1 min 18 s 7 | 60       | Non qualifié | Non qualifié | Non qualifié | Non qualifié |
| Dimitar Drazhev  | Slalom       | 1 min 10 s 1 | 45       | Non qualifié | Non qualifié | Non qualifié | Non qualifié |
| Georgi Dimitrov  | Slalom       | 1 min 07 s 0 | 32 Q     | Disqualifié  | –            | Disqualifié  | –            |

### Ski de fond
| Épreuve | Athlète         | Course        | Course |
| Épreuve | Athlète         | Temps         | Rang   |
| ------- | --------------- | ------------- | ------ |
| 18 km   | Petar Nikolov   | 1 h 14 min 35 | 60     |
| 18 km   | Ivan Staykov    | 1 h 12 min 47 | 50     |
| 18 km   | Vasil Gruev     | 1 h 12 min 43 | 49     |
| 18 km   | Boris Stoev     | 1 h 11 min 46 | 42     |
| 50 km   | Khristo Donchev | 4 h 30 min 35 | 25     |

| Athlètes                                            | Course             | Course |
| Athlètes                                            | Temps              | Rang   |
| --------------------------------------------------- | ------------------ | ------ |
| Ivan Staykov Petar Kovachev Vasil Gruev Boris Stoev | N'ont pas terminés | –      |